# Matterhorn Peak (Kalifornien)
Der Matterhorn Peak ist ein 3745 m hoher Berg in der Sierra Nevada im Bundesstaat Kalifornien der Vereinigten Staaten. Er liegt auf der Grenze zwischen dem Tuolumne County und dem Mono County.
Südlich und westlich erstreckt sich der Yosemite-Nationalpark, im Nordosten liegt die Hoover Wilderness. Etwa 1,1 km südwestlich liegt der Burro Pass. Der Berg ist Teil der Sawtooth Ridge, einer Reihe spitzer Granitfelsen. Die spitzen Gipfel stehen im Kontrast zu den eher runden Berggipfeln in der nördlichen Sierra Nevada, weshalb diese Berggruppe als Beginn der High Sierra gilt. Gipfel in der Umgebung sind The Dragtooth im Nordwesten, ein Nebengipfel auf dem Grat der Sawtooth Ridge, die Twin Peaks im Südosten, der Whorl Mountain im Süden und die Finger Peaks im Westen. Die Dominanz beträgt 2,25 km, der Berg ist also die höchste Erhebung im Umkreis von 2,25 km. Er wird überragt von den ostsüdöstlich liegenden Twin Peaks.